# 유사 치즈

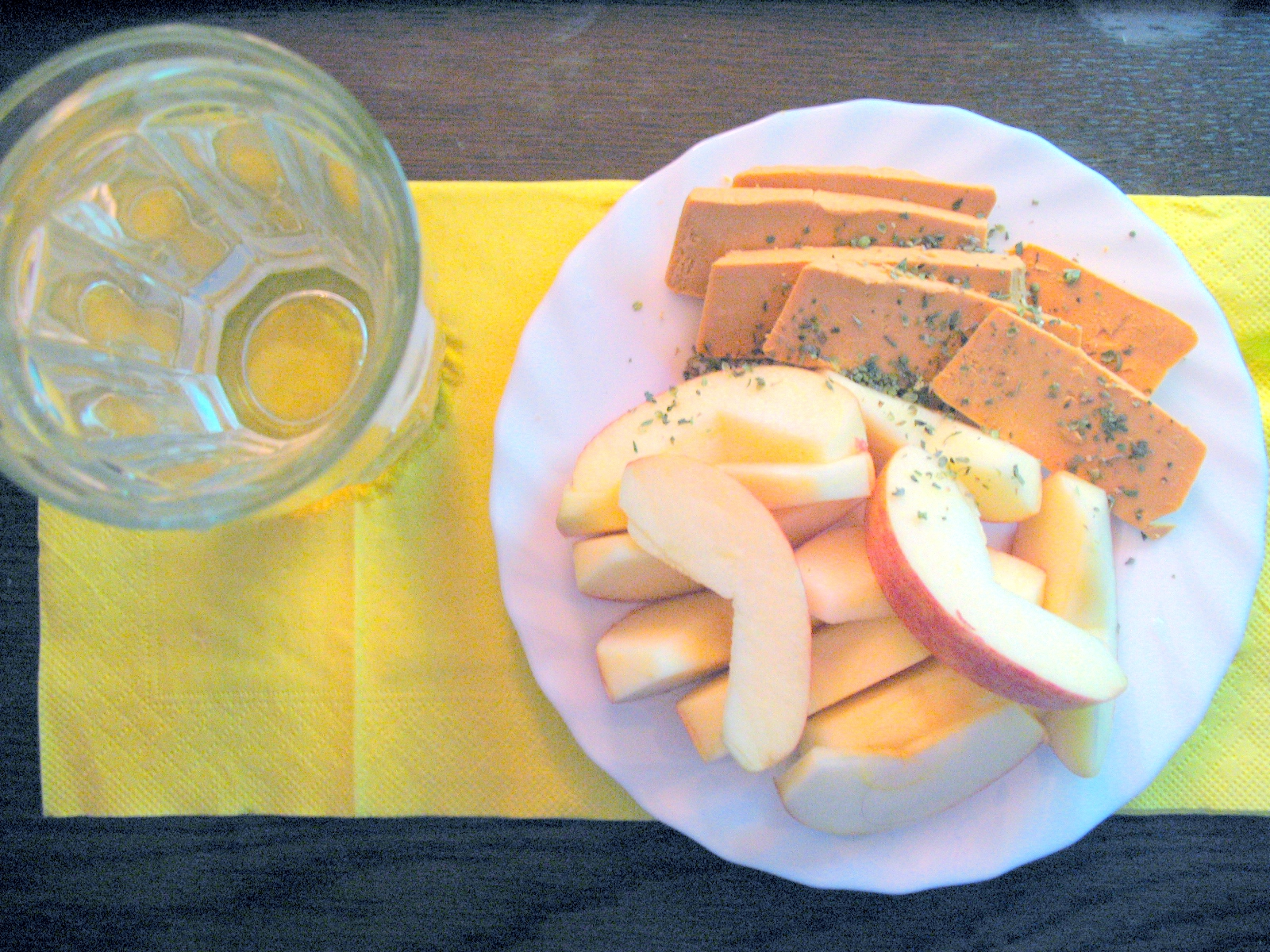
간식 접시에 썰어 놓은 콩 치즈

치즈 대체품(Cheese alternative)은 치즈를 요리에서 대체하기 위해 사용되는 제품이다. 이들은 보통 다른 지방이나 단백질을 혼합하여 만든 제품이며 간편식에 사용된다. 이 범주에는 식물성 치즈뿐만 아니라 가공치즈와 같이 전통적인 치즈로 분류되지 않는 일부 유제품 함유 제품도 포함된다. 이러한 식품들은 비건 제품처럼 치즈 대체품으로 의도될 수도 있고, 샐러드 바나 피자 제조에 사용되는 제품처럼 낮은 콜레스테롤 함량이나 다른 녹는점과 같은 다른 특성으로 인해 사업체에 매력적인 대안으로 사용될 수도 있다.

## 식물성 치즈
식물성 치즈는 콩, 쌀, 아몬드, 영양효모 및 기타 비유제품 성분으로 만들어질 수 있다. 이는 비건과 동물성 제품을 피하고자 하는 다른 사람들(도덕적, 환경적, 종교적 또는 건강상의 이유, 즉 젖당불내증이나 콜레스테롤을 피하고자 하는 이유로)을 겨냥한다. 식물성 치즈는 유제품 치즈에 비해 지방 함량이 낮고, 콜레스테롤이 없으며, 종종 콩 단백질과 이소플라본의 공급원이 된다. 많은 제품에 칼슘이 첨가된다. 여러 브랜드는 유제품 치즈와 비슷하게 녹는 반면, 다른 제품들은 대부분 단단하게 유지되거나, 강판에 갈았을 때만 녹는다.

## 모조 피자 치즈
저온 살균 가공치즈 유제품의 한 종류는, 한 접객업계 소식통에 따르면 피자에 잘 녹도록 설계되었지만 쫄깃함을 유지한다. 이는 "진짜보다 훨씬 빠르고 저렴하게 생산되는 인공 치즈 물질"로 묘사되었다. 많은 경우 치즈로 묘사되는 데 필요한 유제품 지방은 더 저렴한 식물성 기름과 첨가제로 대체된다. 이는 치즈로 묘사되지 않는 한 불법이 아니다.
이러한 제품들은 때때로 "모조 피자 치즈"라고 불린다. 이들은 일부 상업적으로 생산되는 피자에 사용된다. 이들은 기본적인 치즈 제조 장비로 가공할 수 있도록 고안될 수 있지만, 모차렐라 치즈가 요구하는 혼합 및 성형과 같은 추가 장비 및 가공은 필요하지 않다. 이들은 부드러운 질감을 가지는 경향이 있으며, 녹으면 당기거나 물었을 때 약간 "실 같은" 특성을 가질 수 있다. 이들은 요리할 때 융합되거나 함께 녹는 것이 부족할 수 있다.
피자 치즈는 전 세계적으로 생산되는 치즈 유사품 중 가장 주도적인 유형으로 보인다. 1987년에 당시 미국에서 매년 7억 개 이상의 냉동 피자가 판매되었으며, 이 중 4분의 3은 치즈 대체품을 포함한다고 주장되었다.